# 和諧大宇宙
和諧大宇宙（Harmonia Macrocosmica）是由安德烈亞斯·塞拉里烏斯編著，由约翰内斯·扬松纽斯於1660年出版的星圖。該星圖的第一部分是描述托勒密、尼古拉·哥白尼和第谷·布拉赫的體系，是以銅雕板印刷。在後半部則是傳統和基督教風格星座的星圖，而基督教風格的星圖是由尤利乌斯·席勒在他於1627年出版的《Coelum Stellatum Christianum》中已有介紹。因為該星圖介紹了當時廣為流傳的天主教會的宇宙觀，未被列入《禁書目錄》。

## 歷史
杰拉杜斯·麦卡托在他的作品《Chronologica》的前言中提及，他有意出版一本包含所有當時已知的宇宙、地理學和地球歷史的圖集。在麥卡托一生中他出版了五卷圖集，而最後一卷是由他的兒子鲁莫尔德·麦卡托出版。麥卡托去世後，阿姆斯特丹的地圖師约翰内斯·扬松纽斯接手麥卡托的計畫。他和亨里克斯·洪第烏斯二世（Henricus Hondius II）於1636年出版了使用四種語言，收錄超過320幅圖的《Novus Atlas》。1660年安德烈亞斯·塞拉里烏斯出版的《和諧大宇宙》被視為是麥卡托地圖集的第七卷。隨著最後加入了自1657年起當時世界各地城市描述，該計畫也完成了。

## 雕版的由來
和諧大宇宙的星圖是許多作家和雕刻師的作品，但只有兩人在他們的作品上簽名。該星圖的卷首是由弗雷德里克·亨德里克·范登霍夫（Frederik Hendrik van den Hove）所著，而有十個雕版是由約翰內斯·房龍（Johannes van Loon）製作。此外，所有古典星座的繪製都採用揚·薩恩列達姆（Jan Pieterszoon Saenredam）的設計。

## 外部連結
维基共享资源上的相關多媒體資源：和諧大宇宙
- http://www.rarebookroom.org/Control/gelmcs/index.html（页面存档备份，存于）